# Olivella (planta)
|  | Aquest article tracta sobre l'arbust mediterrani. Vegeu-ne altres significats a «Olivella (desambiguació)». |

L'olivella o boixerol  (Cneorum tricoccon) és un arbust mediterrani que pertany a la família de les cneoràcies. Creix habitualment en terreny calcari. També rep els noms d'escanyacabres, herba dels fics i raspall.
És un arbust de fulla perenne, dret i de 40 a 80 cm d'alçària. Les fulles són allargades, d'uns 3 cm i 0,5 cm d'ample: s'estrenyen cap a la base, per on s'insereixen a les branques. La floració té lloc entre els mesos d'abril i juny. Les flors són grogues i neixen soles o fins a tres de juntes a l'axil·la de les fulles superiors. Aquestes flors tenen tres pètals (a vegades quatre) d'uns 5 mm i 3 (4) estams. Els fruits són d'uns 5 mm i estan formats per tres peces independents amb dues granes cada una, primer vermell i de color negre quan és madur.

## Distribució
Cneorum tricoccon és una espècie endèmica del Mediterrani Oest (França, Itàlia i Espanya). El litoral dels Països Catalans inclou una bona part de la seva àrea de distribució on viu en matollars secs i calorosos. Sobretot a les Illes Balears però també, de manera disjunta, al país Valencià o Catalunya. Al Principat es considera una especie rara i està inclosa com a espècie vulnerable a la llista d’espècies amenaçades en la RESOLUCIÓ AAM/732/2015, de 9 d'abril, per la qual es modifica el Catàleg de flora amenaçada de Catalunya

## Galeria

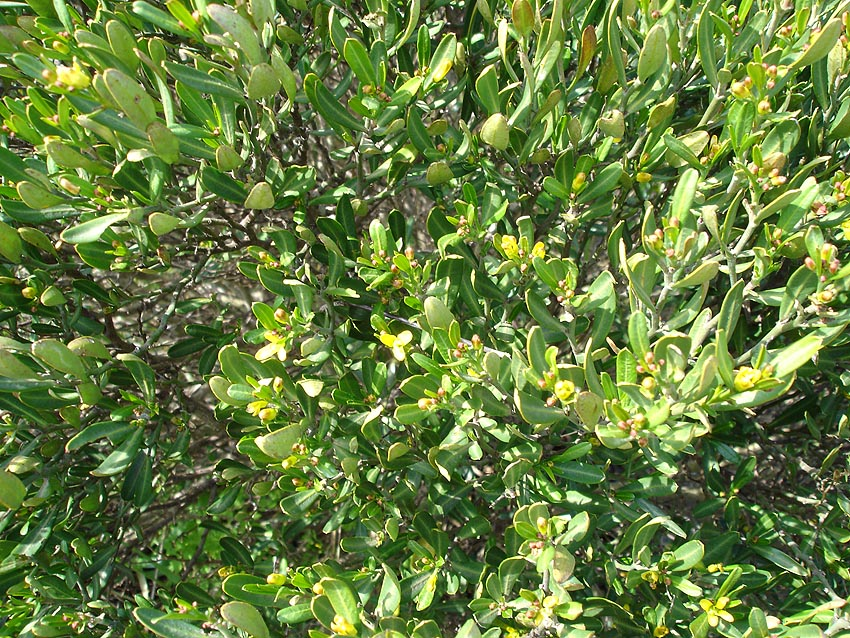
Vista de la planta
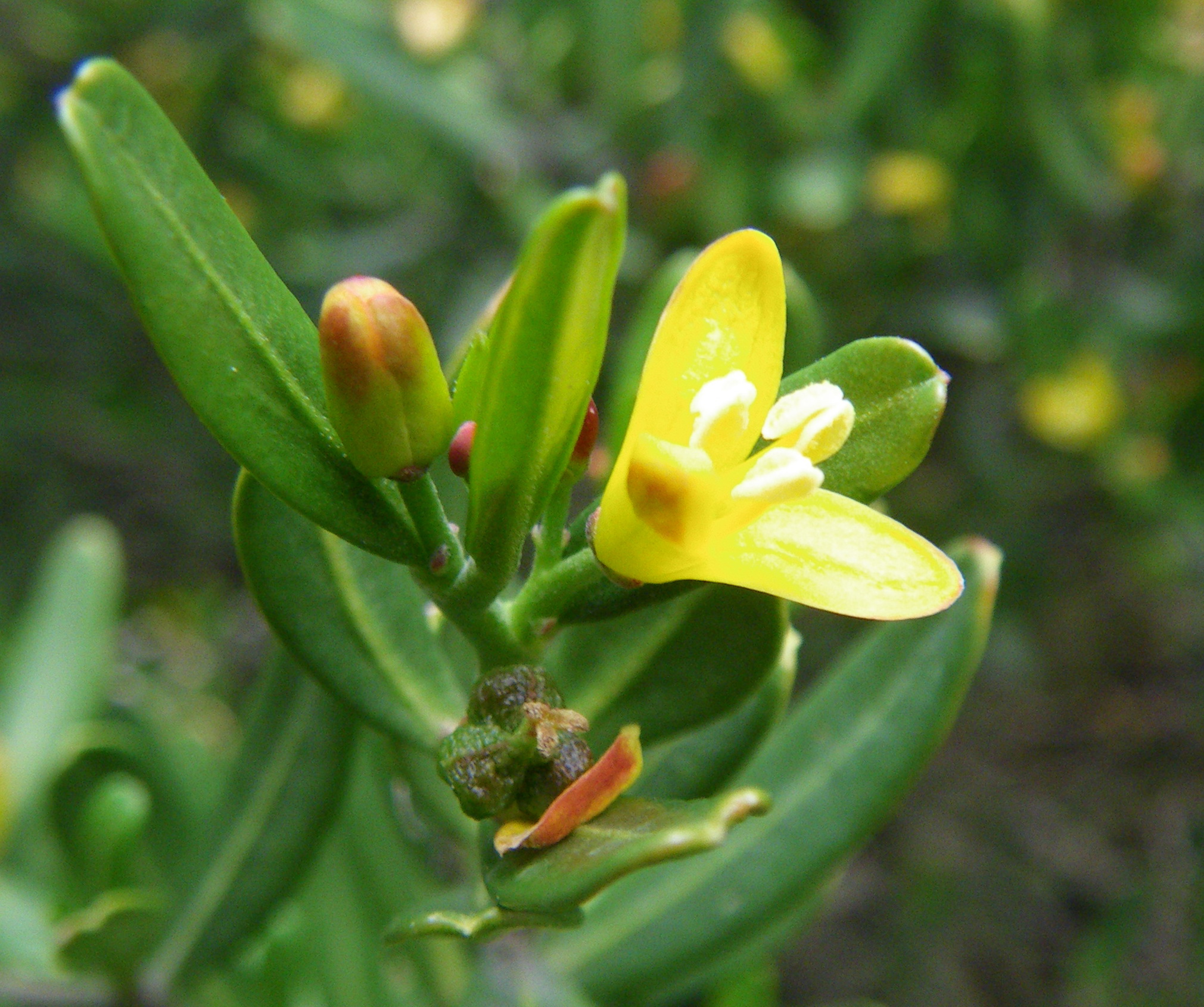
Detall de la flor
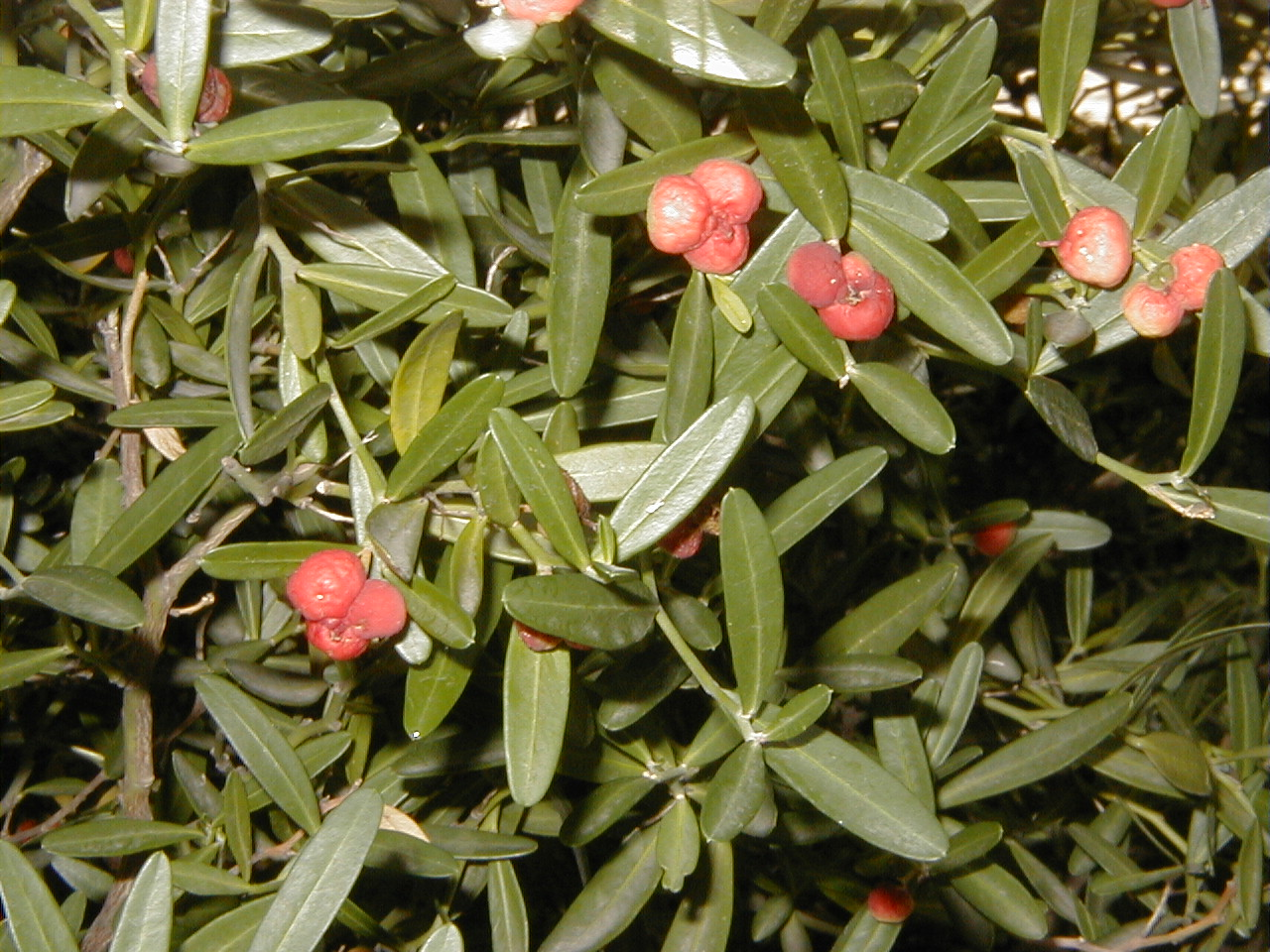
Fruits
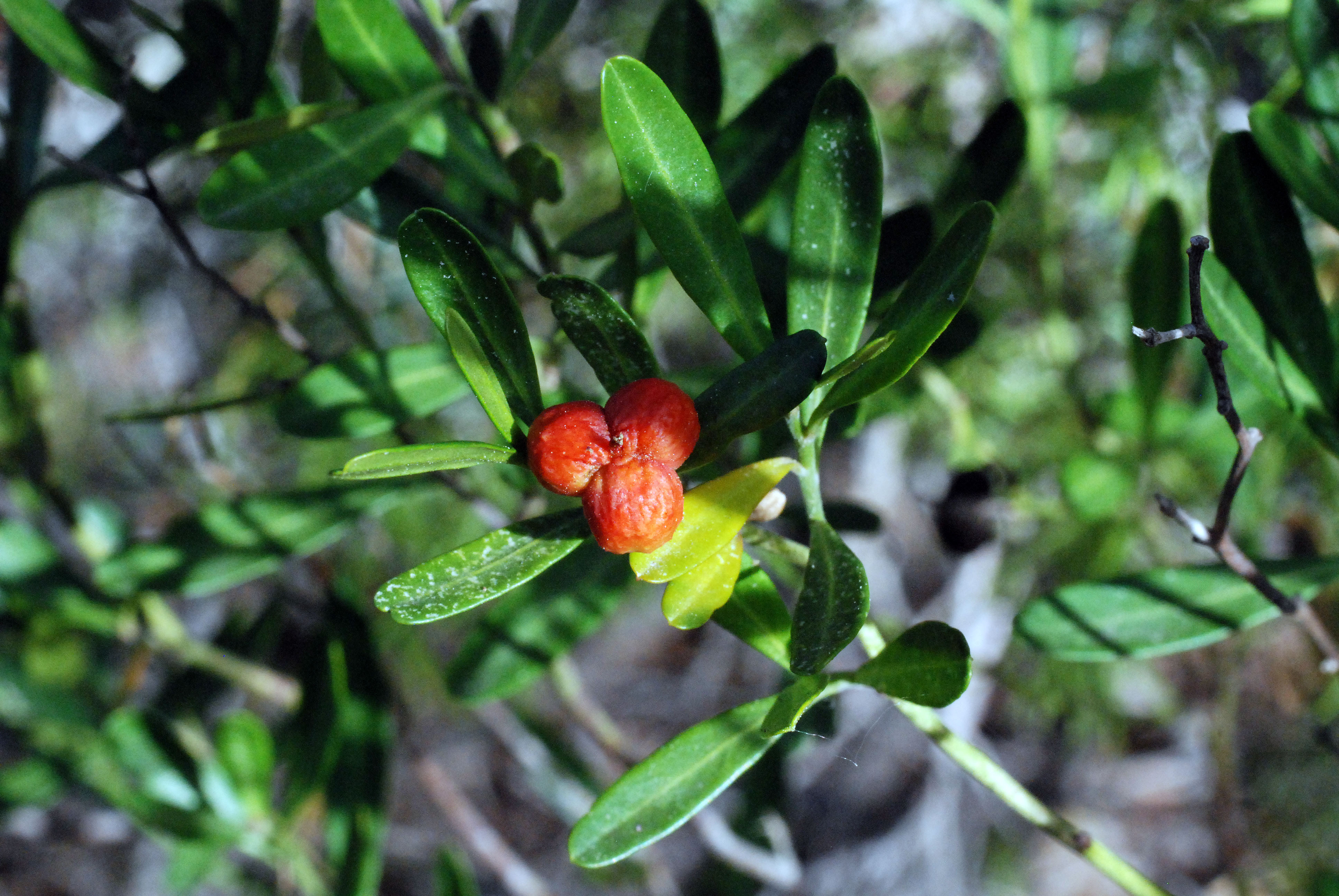
Detall del fruit
- Vídeo d'una olivella